# Larentia planicolor
Larentia planicolor là một loài bướm đêm trong họ Geometridae.